# Europa riconosciuta
 Europa riconosciuta  este o operă în două acte de Antonio Salieri, scrisă ca o dramă pe muzică, conform originalului, una dramma per musica, având un libret în limba italiană scris de Mattia Verazi.  Premiera absolută a operei a avut loc simultan cu inaugurarea teatrului liric din Milano, faimosul Teatro alla Scala, la 3 august 1778.
Acțiunea operei are loc în Tir în timpurile antichității spunând o poveste de dragoste, violență și discordii politice. Personajul central, Europa, care fusese cândva una din iubitele lui Zeus, va rezolva în final toate încurcăturile și probleme ivite în decursul desfășurării acțiunii după ce va releva identitatea sa, de unde și titlul operei lui Salierii, "Europa recunoscută". 
Deși face parte din lucrările numite în literatura muzicală opera seria, Europa recunoscută prezintă caracteristici diferente de celelalte opere similare, Spre exemplificare, teme mai mult prezente în lucrări de tipul opera buffa, așa cum sunt prezența unei scene de omor sau finaluri prelungite ale ambelor acte, diferențiază aceasta de alte opera seria. De asemenea, din punct de vedere muzical, întrega operă solicită neobișnuit de mult cei patru soliști principali, obligându-i la fraze muzicale lungi, extinse tessitura și salturi vocale. 

## Istoricul spectacolului

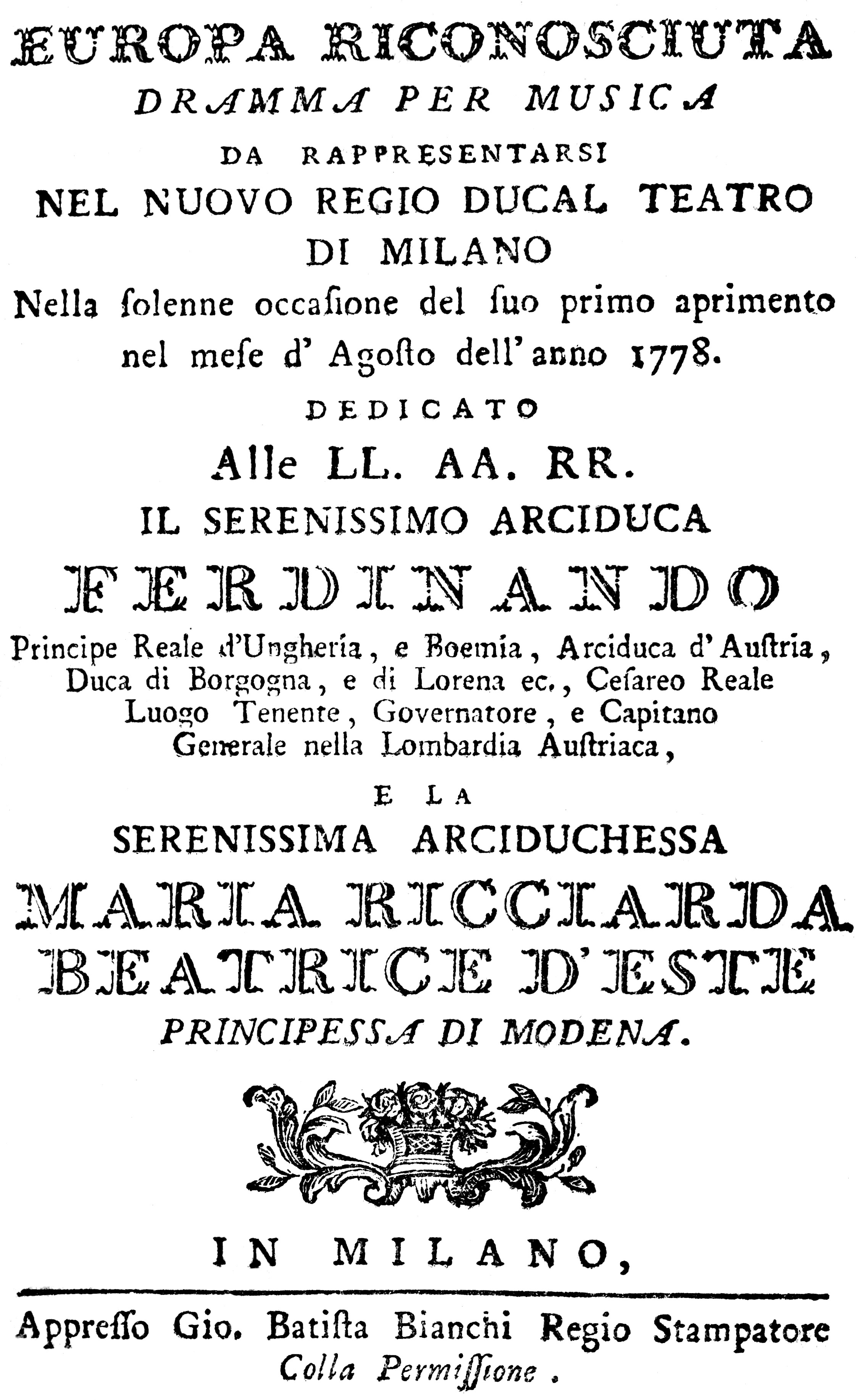
Poster din 1778 prezentând premiera operei Europa riconosciuta

Premierea absolută a operei a fost sincronă cu inaugurarea teatrului liric La Scala din Milano din data de 3 august 1778. Apoi, pentru o perioadă de 226 de ani, Teatro alla Scala nu a mai programat Europa recunoscută, până la data redeschiderii Scalei, la 7 decembrie 2004, după ce clădirea operei fusese închisă timp de aproape trei ani pentru renovări majore. Din moment ce opera nu fusese jucată pentru mai bine de două secole, specialiștii în istorie muzicală ai Scalei au trebuit să reconstituie atât partiturile cât și libretul folosind cele originale aflate în biblioteca instituție.  Noua premieră a "noii" opere Europa riconosciuta a fost televizată prin transmiterea într-un circuit limitat, fiind posibil ca în viitor să fie disponibilă ca înregistrare pe DVD. 

## Rolurile la premieră
| Cast    | Voice Type    | Premiera, 3 august 1778 (Dirijor - probabil Salieri, care dirija, respectiv cânta și la clavecin) | Versiunea contemporană 7 decembrie 2004 (Dirijor - Riccardo Muti) |
| ------- | ------------- | ------------------------------------------------------------------------------------------------- | ----------------------------------------------------------------- |
| Europa  | soprană       | Maria Balducci                                                                                    | Diana Damrau                                                      |
| Asterio | soprană       | Gaspare Pacchiarotti (castrato)                                                                   | Genia Kühmeier                                                    |
| Semele  | soprană       | Francesca Danzi                                                                                   | Désirée Rancatore                                                 |
| Isséo   | mezzo-soprană | Giovanni Rubinelli (castrato)                                                                     | Daniela Barcellona                                                |
| Egisto  | tenor         | Antonio Prati                                                                                     | Giuseppe Sabbatini                                                |

## Prezentarea acțiunii
Prințesa Europa a orașului Tir (din Libanul de astăzi) și Prințul Isséo sunt logodiți și gata de a se căsători. Planurile lor sunt ruinate atunci cănd regele insulei Creta, Asterio, o răpește pe Europa din palatul tatălui său și o forțează să se casătorească cu el. Tatăl Europei, regele Agenore al Tirului, încearcă să descopere unde este fiica sa, dar nu reușește. În disperare, lasă tronul nepoatei sale, Semele, cu condiția ca aceasta va trebui să se mărite cu omul care va omorî primul străin care va intra în Regatul Tirului. În acest fel, consideră Agenore, răpirea Europei va fi răzbunată. După decesul lui Agenore, Asterio navighează din Creta la Tir, sperând ca să o poată pune pe Europa pe tronul Regatului Tirului.

### Actul I

#### Scena 1–Un țărm pe coasta regatului Tyre
O furtună puternică devastează flota lui Asterio, cauzând naufragierea propriei sale nave pe coasta regatului Tirului. Asterio, soția sa Europa și fiul lor se salvează din vasul naufragiat coborând pe țărm, unde au imensa neplăcuta surpriză de a se întâlni cu Egisto și soldații săi. Asterio are doar suficient timp pentru a o ascunde pe Europa într-o peșteră, dar nu poate să se salveze pe sine și pe fiul său, care devin prizonieri ai lui Egisto. Văzând deznodământul situației, Europa iese din ascunzișul său, încercând să intervină în favoarea fiului său. Evident, nu reușește, fiind luată prizonieră și dusă la palatul din Tir alături de ceilalți prizoniri cretani.
Prezenatrea acțiunii este bazată pe traducerea lui Rodney Stringer. 